# Leandro Zacarías
Leandro Zacarías (Buenos Aires, Argentina; 12 de junio de 1996) es un futbolista argentino. Juega de delantero y su equipo actual es el Deportivo Anzoátegui de la Primera División de Venezuela.

## Clubes
| Club                 | País      | Año           |
| -------------------- | --------- | ------------- |
| Racing               | Argentina | 2018          |
| Deportivo Anzoátegui | Venezuela | 2018-presente |